# Dima Grigoriev
Dima Grigoriev (Dmitri Iourievitch Grigoriev), né le 10 mai 1954 à Leningrad, est un mathématicien et informaticien théoricien d'origine russe. Ses recherches portent sur la géométrie algébrique, le calcul symbolique et la complexité algorithmique en l'algèbre informatique.

## Carrière
Dima Grigoriev est né à Leningrad. En 1976, il est diplômé du département de mathématiques et de mécanique de l'université d'État de Leningrad. Entre 1976 et 1992, il travaille au  LOMI (département de Leningrad de l'Institut de mathématiques Steklov de l'Académie des sciences de Russie).
En 1979, il obtient, au LOMI, un doctorat de niveau master (en russe : кандидат наук, candidat en sciences)  en Physique et en Mathématiques avec une thèse intitulée « Complexité multiplicative d'une famille de formes bilinéaires » sous la direction d'Anatol Slissenko. En 1985, il devient docteur en sciences avec une thèse intitulée « Complexité algorithmique dans algèbre des polynômes ». De 1988 à 1992 il est à la tête du Laboratoire de méthodes algorithmique du département de  Leningrad de l'Institut de mathématiques Steklov.
Durant les années 1992 à 1998,  Grigoriev occupe un poste de professeur titulaire à Université d'État de Pennsylvanie. Depuis 1998, il occupe un poste de directeur de recherche au CNRS à l'université de Rennes-I d'abord et, depuis 2008, au laboratoire Paul-Painlevé de  l'université Lille-I.
Grigoriev a publié plus de 130 articles,.
Il est membre du comité de rédaction des périodiques  Computational Complexity Applicable Algebra in Engineering, Communication and Computing et Groups Complexity Cryptology.

## Prix et distinctions
- 1984 : Prix de la Société mathématique de Leningrad[8]
- 1994 : Max-Planck-Forschungspreis de la Société Max-Planck et la fondation Alexander von Humboldt
- 2002 : Prix Humboldt de la fondation Alexander von Humboldt, en Allemagne
- 1986 : Conférencier invité du Congrès international des mathématiciens, à Berkeley.